# Phú Trung (xã)
Phú Trung là một xã thuộc tỉnh Đồng Nai, Việt Nam.
Xã Phú Trung có diện tích 50 km², dân số năm 1999 là 3.147 người, mật độ dân số đạt 63 người/km².

## Hành chính
Xã Phú Trung được chia thành 6 thôn: Phú An, Phú Bình, Phú Lâm, Phú Nghĩa, Phú Tâm, Phú Tiến.

## Lịch sử
Ngày 10 tháng 12 năm 2020, HĐND tỉnh Bình Phước ban hành Nghị quyết số 41/NQ-HĐND về việc sáp nhập thôn Phú Tín vào thôn Phú Nghĩa.